# Abraham de Tortose
Abraham ben Shem-Ṭob, dit Abraham le Juif de Tortose (en latin : Abraham Judæus Tortuosensis), est un médecin juif espagnol probablement né à Marseille au milieu du XIIIe siècle et mort vers 1330. Il est connu comme l'auteur d'un traité médical en hébreu transmis par deux manuscrits de la Bibliothèque nationale de France, ainsi que pour ses traductions en latin de plusieurs œuvres médicales arabes.

## Traductions
Abraham est mentionné comme l'interprète ayant permis la traduction par Simon de Gênes de deux ouvrages essentiels de pharmacologie arabe :
- Le Liber aggregatus in medicinis simplicibus abusivement attribué à Sérapion ;
- Le Liber servitoris de preparacione medicinarum simplicium, traduction du 28e chapitre du Kitab al-Tasrif d'Abulcasis.